# Rainer Ptacek
Rainer Ptacek (7. června 1951 – 12. listopadu 1997) byl německo-americký kytarista a zpěvák.

## Život
Narodil se ve Východním Berlíně českým rodičům jako Jaromír Ptáček. Když mu bylo pět let, odešel s rodinou do Spojených států amerických. Rodina se usadila v Chicagu, kde se Rainer Ptacek začal zajímat o bluesovou hudbu. V sedmdesátých letech se usadil v Tucsonu v Arizoně, kde začal aktivně vystupovat. Zpočátku působil v několika skupinách, později zahájil sólovou kariéru. První sólové album neslo název Worried Spirits a vyšlo roku 1992. V roce 1993 vydal album The Texas Tapes, které bylo zčásti vydané ve studiu kytaristy Billyho Gibbonse. V té době rovněž Ptacek spolupracoval se zpěvákem Robertem Plantem – nahrával s ním písně na B-strany singlů z alba Fate of Nations. Téhož roku vystupoval v pořadu Later… with Jools Holland. V únoru 1996 mu byl diagnostikován nádor na mozku a lymfom. Jelikož nebyl pojištěn a sám neměl dostatek financí na zajištění potřebné léčby, Robert Plant a Howe Gelb zorganizovali vydání tribute alba s názvem The Inner Flame: Rainer Ptacek Tribute, které mělo zajistit finance na léčbu. Na album kromě Planta přispěli také Jimmy Page, PJ Harvey, Emmylou Harris, Jonathan Richman a další. Nahrávání se účastnil i sám Ptacek. Zemřel v listopadu 1997 ve věku 46 let.

## Diskografie
- Avid Demo List
- The Mush Mind Blues
- Live Downtown
- Barefoot Rock with Rainer and Das Combo
- Worried Spirits
- The Texas Tapes
- D.Y.O. Boot
- Nocturnes
- Rainulator
- The Inner Flame: Rainer Ptacek Tribute
- Alpaca Lips
- Live at the Performance Center
- The Farm
- 17 Miracles
- The Rainer Collection
- The Westwood Sessions, Volume I